# Les Vrilles de la vigne
Les Vrilles de la vigne est un recueil de dix-huit nouvelles de l'auteur française Colette publiées dans des revues entre 1905 et 1907 puis réunies en 1908. Il a ensuite été republié en 1934 avec cinq nouvelles supplémentaires, amenant le recueil à vingt-trois nouvelles. Il rassemble de courtes nouvelles d'origine essentiellement biographique dans lesquelles elle exprime avec lyrisme son goût pour la nature, les animaux mais aussi sa nostalgie du village de son enfance et son amour pour les êtres proches. Les nouvelles sont publiées dans la presse et sont issues du désir d'indépendance financière de leur auteur.

## Contenu
- Les Vrilles de la vigne
- Nuit blanche
- Jour gris
- Le Dernier Feu
- Nonoche
- La Dame qui chante
- Toby-Chien parle
- Dialogue de bêtes
- Toby-Chien et la musique
- Belles-de-jour
- De quoi est-ce qu'on a l'air ?
- La Guérison
- Le Miroir
- En marge d'une plage blanche I
- En marge d'une plage blanche II
- Partie de pêche
- Music-halls
- Printemps de la Riviera

ANNEXES
- Rêverie de nouvel an
- Chanson de la danseuse
- Maquillages
- Amours
- Un rêve